# Damernas K-1 500 meter i kanotsport vid olympiska sommarspelen 2008
Damernas K-1 500 meter vid olympiska sommarspelen 2008 hölls på Shunyi Olympic Rowing-Canoeing Park i Peking. 

## Medaljörer
| Gren           | Guld                           | Silver              | Brons                           |
| K-1, 500 meter | Inna Osypenko-Radomska Ukraina | Josefa Idem Italien | Katrin Wagner-Augustin Tyskland |

## Resultat

### Heat

#### Heat 1
| Placering | Paddlare             | Land       | Tid      | Noteringar |
| --------- | -------------------- | ---------- | -------- | ---------- |
| 1         | Katalin Kovács       | Ungern     | 1:49.424 | QF         |
| 2         | Maria Teresa Portela | Spanien    | 1:51.654 | QS         |
| 3         | Jennifer Hodson      | Sydafrika  | 1:51.655 | QS         |
| 4         | Shinobu Kitamoto     | Japan      | 1:52.148 | QS         |
| 5         | Chantal Meek         | Australien | 1:53.374 | QS         |
| 6         | Małgorzata Chojnacka | Polen      | 1:53.635 | QS         |
| 7         | Karen Furneaux       | Kanada     | 1:54.065 | QS         |
| 8         | Estefania Fontanini  | Argentina  | 2:00.291 |            |
| 9         | Khathia Bâ           | Senegal    | 2:17.740 |            |

#### Heat 2
| Placering | Paddlare               | Land           | Tid      | Noteringar |
| --------- | ---------------------- | -------------- | -------- | ---------- |
| 1         | Josefa Idem            | Italien        | 1:48.864 | QF         |
| 2         | Zhong Hongyan          | Kina           | 1:49.440 | QS         |
| 3         | Lucy Wainwright        | Storbritannien | 1:50.103 | QS         |
| 4         | Carrie Johnson         | USA            | 1:50.221 | QS         |
| 5         | Henriette Engel Hansen | Danmark        | 1:52.773 | QS         |
| 6         | Teresa Portela         | Portugal       | 1:53.761 | QS         |
| 7         | Anne Rikala            | Finland        | 1:54.294 | QS         |
| 8         | Tatsiana Fedarovitj    | Belarus        | 1:57.881 |            |

#### Heat 3
| Placering | Paddlare               | Land        | Tid      | Noteringar |
| --------- | ---------------------- | ----------- | -------- | ---------- |
| 1         | Katrin Wagner-Augustin | Tyskland    | 1:48.875 | QF         |
| 2         | Inna Osypenko-Radomska | Ukraina     | 1:49.776 | QS         |
| 3         | Špela Ponomarenko      | Slovenien   | 1:49.973 | QS         |
| 4         | Sofia Paldanius        | Sverige     | 1:51.110 | QS         |
| 5         | Juliana Salchova       | Ryssland    | 1:51.628 | QS         |
| 6         | Erin Taylor            | Nya Zeeland | 1:52.517 | QS         |
| 7         | Zulmarys Sánchez       | Venezuela   | 1:57.728 | QS         |
| 8         | Lee Sun-Ja             | Sydkorea    | 1:58.140 |            |

### Semifinaler

#### Semifinal 1
| Placering | Paddlare               | Land           | Tid      | Noteringar |
| --------- | ---------------------- | -------------- | -------- | ---------- |
| 1         | Inna Osypenko-Radomska | Ukraina        | 1:51.558 | QF         |
| 2         | Lucy Wainwright        | Storbritannien | 1:52.580 | QF         |
| 3         | Jennifer Hodson        | Sydafrika      | 1:53.209 | QF         |
| 4         | Carrie Johnson         | USA            | 1:53.721 |            |
| 5         | Sofia Paldanius        | Sverige        | 1:53.797 |            |
| 6         | Teresa Portela         | Portugal       | 1:54.831 |            |
| 7         | Chantal Meek           | Australien     | 1:54.876 |            |
| 8         | Małgorzata Chojnacka   | Polen          | 1:55.619 |            |
| 9         | Zulmarys Sánchez       | Venezuela      | 2:02.764 |            |

#### Semifinal 2
| Placering | Paddlare               | Land        | Tid      | Noteringar |
| --------- | ---------------------- | ----------- | -------- | ---------- |
| 1         | Zhong Hongyan          | Kina        | 1:53.163 | QF         |
| 2         | Juliana Salchova       | Ryssland    | 1:53.603 | QF         |
| 3         | Špela Ponomarenko      | Slovenien   | 1:53.812 | QF         |
| 4         | Anne Rikala            | Finland     | 1:54.025 |            |
| 5         | Erin Taylor            | Nya Zeeland | 1:54.300 |            |
| 6         | Maria Teresa Portela   | Spanien     | 1:54.981 |            |
| 7         | Karen Furneaux         | Kanada      | 1:55.145 |            |
| 8         | Henriette Engel Hansen | Danmark     | 1:55.960 |            |
| 9         | Shinobu Kitamoto       | Japan       | 2:01.105 |            |

### Final
| Placering | Paddlare               | Land           | Tid      | Noteringar |
| --------- | ---------------------- | -------------- | -------- | ---------- |
|           | Inna Osypenko-Radomska | Ukraina        | 1:50.673 |            |
|           | Josefa Idem            | Italien        | 1:50.677 |            |
|           | Katrin Wagner-Augustin | Tyskland       | 1:51.022 |            |
| 4         | Katalin Kovács         | Ungern         | 1:51.139 |            |
| 5         | Zhong Hongyan          | Kina           | 1:52.220 |            |
| 6         | Špela Ponomarenko      | Slovenien      | 1:52.363 |            |
| 7         | Lucy Wainwright        | Storbritannien | 1:53.102 |            |
| 8         | Jennifer Hodson        | Sydafrika      | 1:53.353 |            |
| 9         | Juliana Salchova       | Ryssland       | 1:53.973 |            |